# Ramsachkircherl

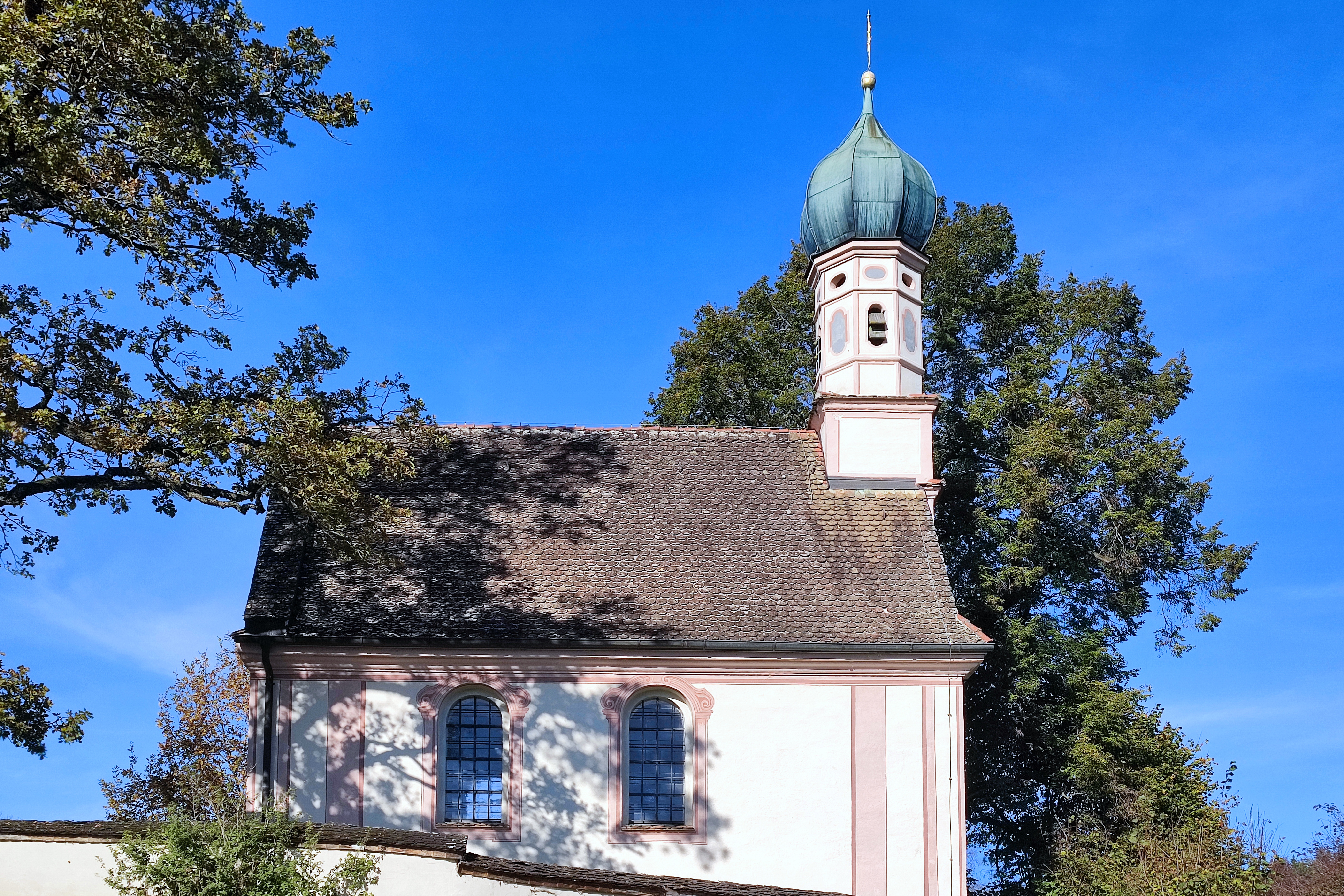
Außenansicht des Ramsachkircherls

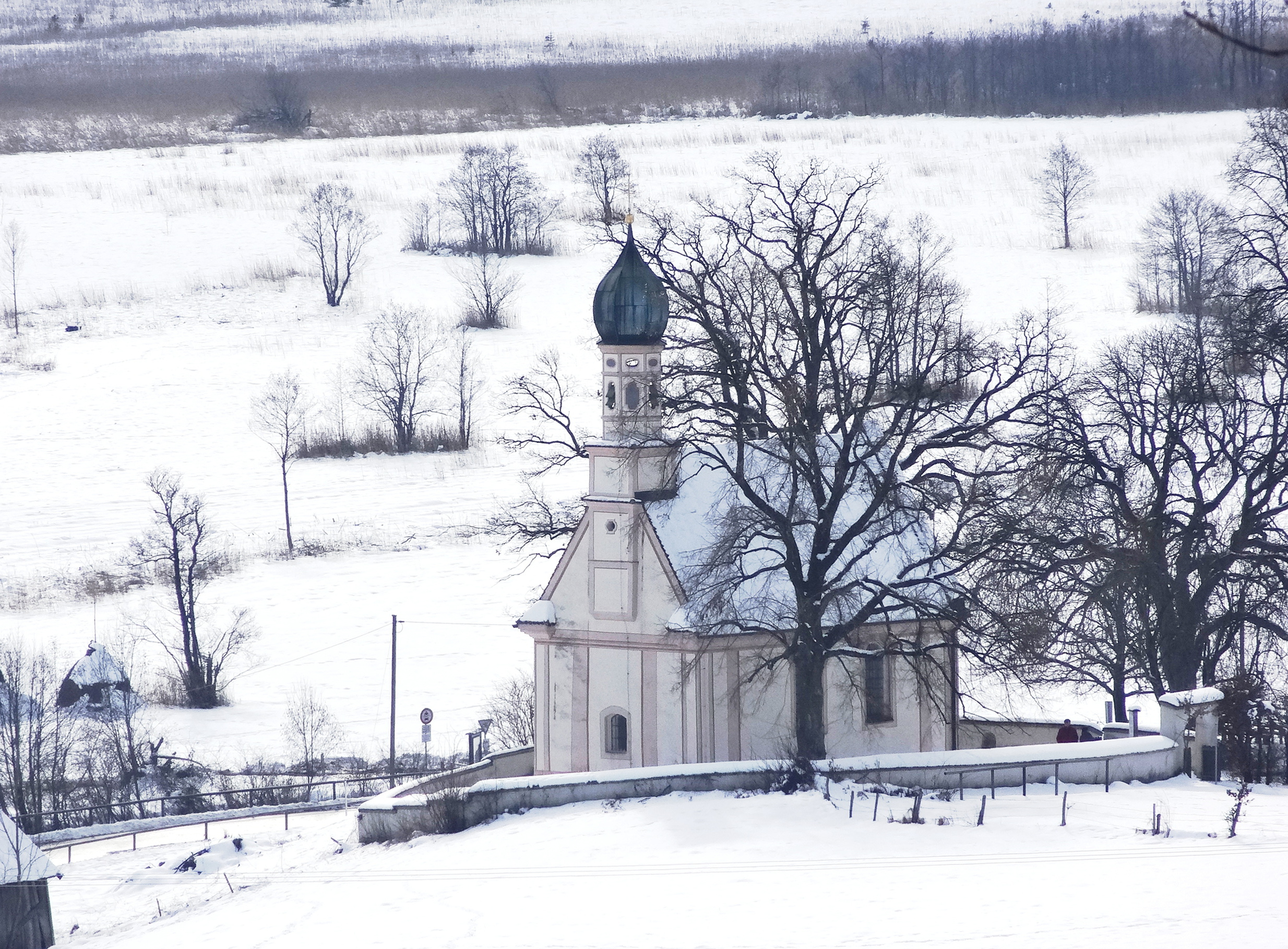
Die Kirche gegen das winterliche Murnauer Moos

Als Ramsachkircherl wird die barocke Kirche St. Georg bei Ramsach südlich von Murnau am Staffelsee am Nordrand des Murnauer Mooses im oberbayerischen Landkreis Garmisch-Partenkirchen bezeichnet. Sie ist ab dem 14. Jahrhundert nachweisbar, im Kern spätgotisch und weist heute eine barocke Fassung nach größeren Umbauten im 15. und 17. Jahrhundert auf.

## Bauwerk
Die Georgskirche ist ein einfacher Saalbau mit einem rechteckigen Grundriss und Satteldach. Über der Ostwand sitzt ein Dachreiter mit zunächst quadratischem Querschnitt auf dem ein achteckiges Türmchen steht, das in einer spitzen Zwiebelhaube endet. Die zwei Fenster je Längsfassade sind Rundbogen, der einfache und niedrige Eingang von Westen ist ein Spitzbogen. Um diese Tür ist ein barockes Prunkportal aufgemalt, die Fenster und die kleinen Simse unter Traufe und Giebel sowie die Gebäudekanten sind mit Faschen farbig gefasst und teilweise mit einfachen Ornamenten geschmückt. An der Südmauer ist das Fundament aus Findlingen sichtbar, die unbehauenen Steine weisen wie der Spitzbogen auf den mittelalterlichen Ursprung des Baus hin.
Der Innenraum ist architektonisch schlicht, die einzige Gliederung sind drei Stufen zum Altarraum. Ein Chor ist nicht abgetrennt. Im Westen befindet sich eine kleine Empore, unter der ein Gitter den Vorraum abschließt. Die heute erhaltene Bauform wurde mutmaßlich im 15. und im 17. Jahrhundert durch größere Umbauten bestimmt.
Die barocke Kirche liegt auf einem kleinen Hügel, der sich in den Hang des Molasse-Rückens einfügt, durch den das Murnauer Moor nach Norden begrenzt wird. Sie ist umgeben von einem heute aufgelassenen Friedhof. Kirche und Kirchhof sind von einer Mauer mit mittelalterlichem Zugang eingefriedet. Westlich der Kirche steht der ehemalige Hof Ramsach, ein Blockbau mit Flachsatteldach und Zierbund aus dem 18. Jahrhundert, heute ein Wirtshaus mit Biergarten. Kirche und Wirtshaus sind auf der Denkmalliste von Murnau eingetragen.

## Geschichte
Die ältesten baulich nachweisbaren Teile der Kirche von Ramsach weisen in das 14. Jahrhundert. Dazu passt die erstmalige Erwähnung in einer Urkunde aus dem Jahr 1332, laut der die Kirche aus dem Eigentum des Klosters St. Mang in Füssen an das Kloster Ettal übertragen wurde. 1444 tauschte Abt Johann von Ettal drei Höfe, darunter Ramsach einschließlich der dortigen Kirche, gegen einen anderen Hof mit der wohlhabenden Murnauer Katharinenstiftung. Ettal behielt aber zunächst die kirchliche Zuständigkeit, bis diese 1453 im Einvernehmen mit den Bürgern Murnaus auf die Kirche St. Michael auf der Insel Wörth überging, die nur indirekt Ettaler Aufsicht unterstand. In dieser Urkunde ist erstmals St. Georg als Patron des Ramsachkircherls nachweisbar, wobei der Drachentöter Georg in Zusammenhang mit den Ortslegenden um den Lindwurm von Murnau steht, der im Murnauer Marktwappen festgehalten ist.
Als 1744 Murnau zur Pfarrei erhoben wurde, ging St. Georg bei Ramsach als Filialkirche an die neue Gemeinde über. Die Bürger Murnaus hatten bereits seit einigen Jahren den Unterhalt der Kirche getragen und Baumaßnahmen bezahlt, was durch erhaltene Rechnungen nachgewiesen ist. So wurde 1739 das Dach repariert und wohl eine neue Zwischendecke eingezogen und der ortsansässige Maler Augustin Bernhard führte einen neuen Außenanstrich durch. Im folgenden Jahr wurden neue Fensterscheiben eingebaut, das Kirchengestühl erneuert und Maler Bernhard malte die Decke aus. Die damals entstandene Fassung der Kirche ist bis heute erhalten und wurde mehrmals restauriert, zuletzt zwischen Herbst 2005 und Mai 2007, als der Innenraum der Kirche und die Ausstattung vollständig restauriert, die Kirche elektrifiziert und eine Alarmanlage installiert wurden.

## Ausstattung

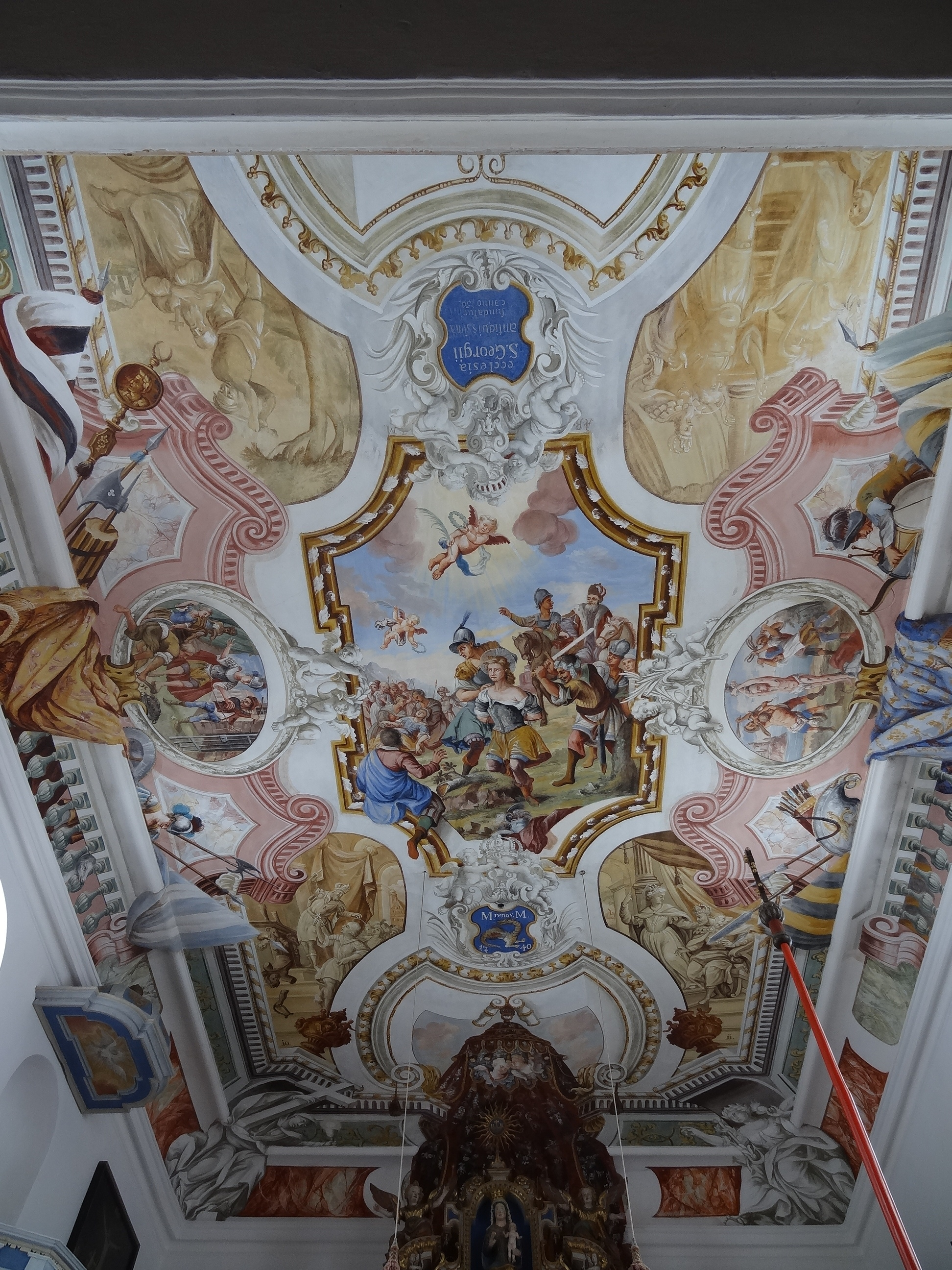
Das Deckengemälde

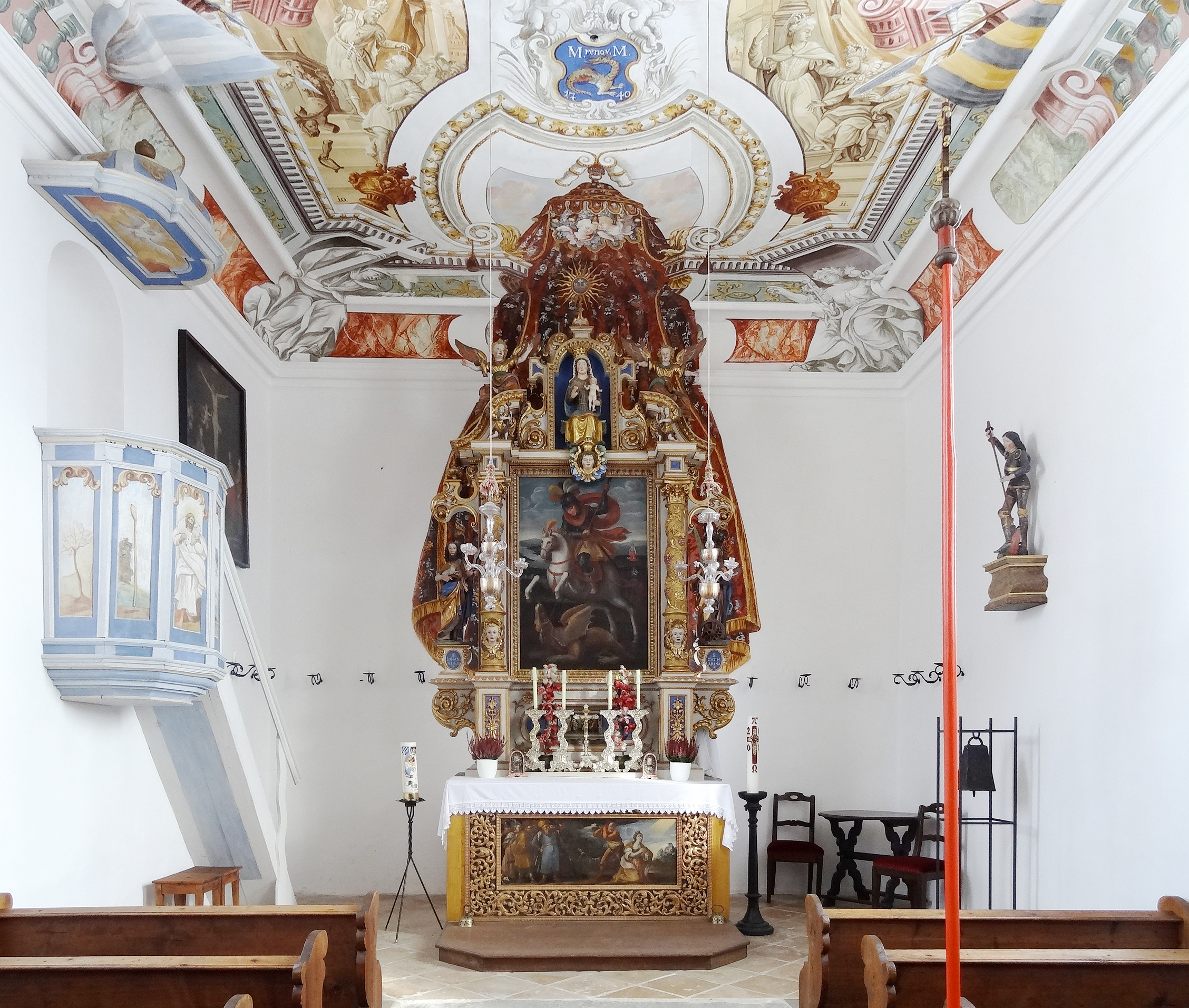
Das Kircheninnere

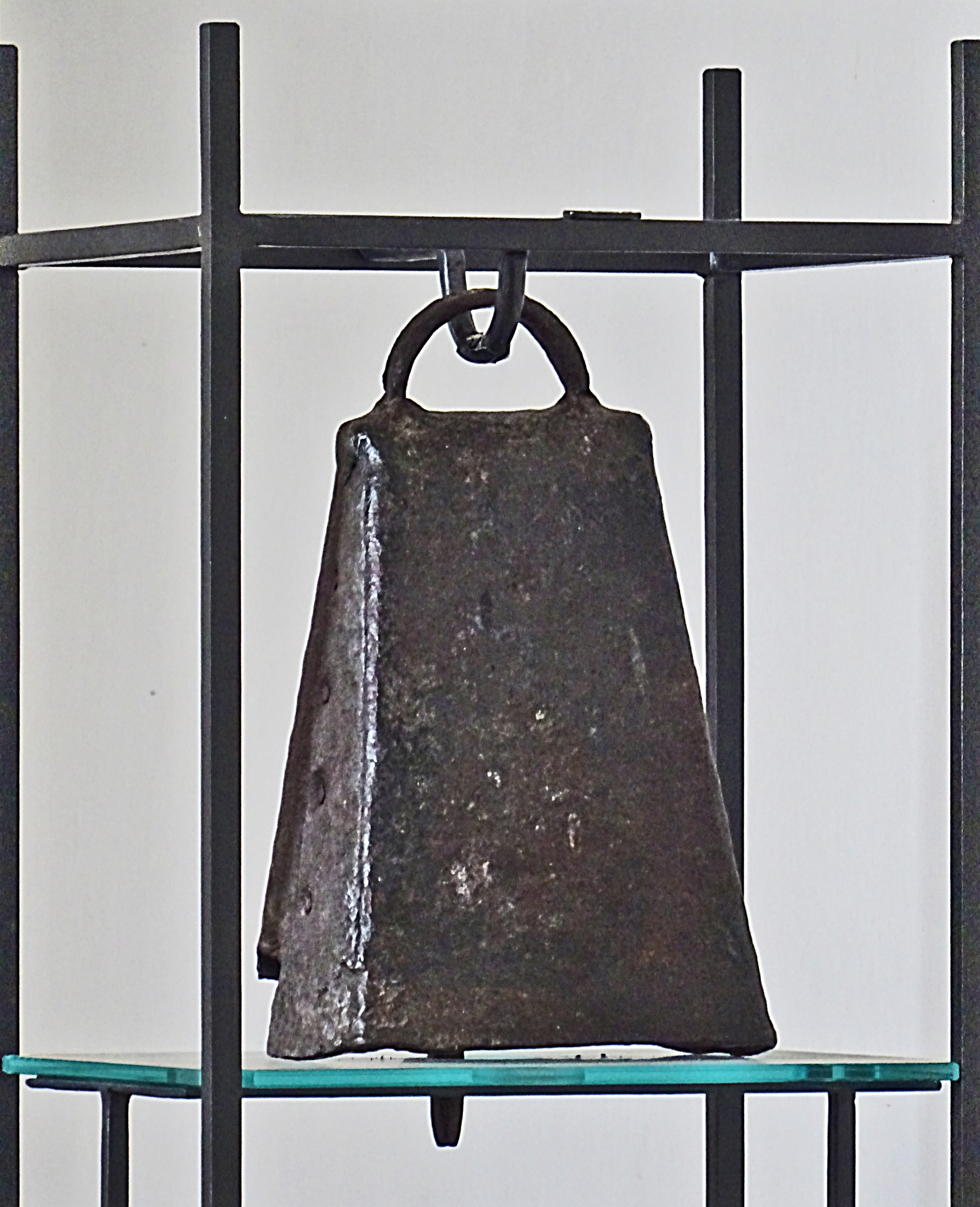
Handgeschmiedete eiserne Glocke

Das Deckengemälde des ortsansässigen Malers Augustin Bernhard aus dem Jahr 1740 füllt die gesamte Deckenfläche aus. Die Decke ist flach mit einer kleinen Hohlkehle. Der Maler täuscht eine wesentlich aufwändigere Architektur vor, in dem er die Kehle mit einer scheinbaren Balustrade ausmalt. Die Scheinarchitektur setzt sich über die Fläche der Decke in Form von Aufsätzen, Simsen, Friesen und Profilen fort. Außerdem werden Ornamente aus Stuck und Draperien aus Stoff in der Ausmalung vorgetäuscht. Die Gestaltung ist nicht perfektionistisch angelegt, sondern bricht an vielen Stellen mit der Illusion. So erweckt das zentrale Feld der Deckenmalerei einerseits den Eindruck eines Durchbruchs, in dem eine Person auf der vermeintlichen Mauerkante sitzend dargestellt ist. Andererseits ist das Bild, in das der Sitzende schaut, als flaches Tafelgemälde ohne jeden Ansatz einer passenden Perspektive gestaltet. Kunsthistoriker führen das nicht nur auf die an einigen Stellen erkennbaren mangelnden Fähigkeiten des Malers aus der Provinz zurück, sondern sehen darin einen gewollten Bruch, wie er für das süddeutsche Spätbarock und dann das Rokoko typisch ist.
Das Deckenbild zeigt in mehreren Feldern Legenden aus dem Leben des heiligen Georg und gipfelt in seiner Hinrichtung im zentralen Feld. In den Gebäudeecken sind Allegorien der Christlichen Tugenden dargestellt.
Altaraufbau und Altarbild sind älter als die Ausmalung. Die Jahreszahl 1663 sowie die Initialen F. P. des Stifters sind daran angebracht. Das Bild stellt die bekannteste Legende aus dem Leben des heiligen Georgs dar, es zeigt ihn als Ritter zu Pferde, während er mit seiner Lanze den Drachen tötet. Im Hintergrund der flachen Fluss- oder Moorlandschaft vor Bergen steht klein die Prinzessin, die Georg aus Todesgefahr rettet.
In den Altar sind wesentlich ältere Figuren integriert, die vermutlich von einem Vorgängeraltar stammen. Links und rechts des Bildes stehen spätgotische Statuen aus dem 15. Jahrhundert. Sie stellen Johannes den Täufer und die heilige Katharina dar. Letztere verweist auf die wohlhabende Katharinenstiftung in Murnau, die seit Mitte des 15. Jahrhunderts Eigentümerin der Kirche war. Der Johannes könnte auf ein älteres Patrozinium vor St. Georg verweisen. Im Altaraufbau, oberhalb des Bildes wurde eine Nische vorgesehen, in der die älteste Statue der Kirche sitzt: Eine Madonna aus dem 14. Jahrhundert, mit dreifacher Krone und dem Apfel als Attribut.
An den Seitenwänden stehen auf Konsolen weitere Statuen. An der Südwand vorne ein eher kleiner, spätgotischer Georg um 1500; an der Nordwand ein ebenfalls spätgotischer Christus, der zeittypisch als Schmerzensmann dargestellt ist. Im hinteren Bereich der Südwand steht eine Gliederpuppe des heiligen Josef.
Weitere Ausstattungsobjekte der Kirche sind:
- zwei Glaslüster (18. Jahrhundert): aus der schon lange nicht mehr existierenden Glashütte des Klosters Ettal, die sich im nahen Grafenaschau befand. Auch die aus Glas geblasenen roten Federblumen zwischen den Altarleuchtern stammen aus dieser Glashütte.
- die hölzerne Kanzel mit Schalldeckel (teilweise 17. und 18. Jahrhundert) mit biblischen Motiven: Christus als guter Hirte, eine in den Wind gestellte Getreideschaufel, die symbolisiert, wie Gott „die Spreu vom Weizen trennt“, und der dürre Feigenbaum, dem Gott immer wieder zu Leben verhilft.

Neben dem Altar hängt in einem eigens dafür angefertigten Gestell eine etwa 60 cm hohe, aus Eisenblech geschmiedete und vernietete Handglocke. Sie geht auf Formen zurück, die seit der Römerzeit in Verwendung waren, die Schulterlappen entsprechen einem Typ, der bis in das Kloster Iona in Schottland zurückverfolgt werden kann. Darauf geht die lokale Legende zurück, die Glocke stamme aus der Mitte des 8. Jahrhunderts und wäre von iro-schottischen Wandermönchen nach Oberbayern gebracht worden. Sie ist nicht glaubhaft, die Glocke wird vielmehr mit Kirche und Kloster St. Michael auf der Insel Wörth im Staffelsee in Verbindung gebracht. Zudem gibt es einen Hinweis, dass bis ins Jahr 1750 eine nicht näher beschriebene Glocke aus dem 10. bis 12. Jahrhundert im nahe gelegenen Obereglfing verwahrt wurde, deren weiterer Verbleib dort nicht bekannt ist. Die Glocke von St. Georg wird dennoch als eine der ältesten erhaltenen Kirchenglocken Europas bezeichnet.

## Legende
Eine Gründungslegende verweist auf einen Vorgängerbau der Kirche aus der Mitte des 8. Jahrhunderts, wie in einer Deckeninschrift festgehalten. Er ist archäologisch jedoch nicht nachweisbar und gilt aufgrund der Siedlungsgeschichte in der Region als unwahrscheinlich. Als Gründer nennt die Legende in verschiedenen Varianten sowohl Bonifatius als auch den Heiligen Mang (Magnus von Füssen). Letzteres gilt als Rückprojektion der belegten Eigentumssituation des Klosters St. Mang in Füssen an der Kirche, als diese im 14. Jahrhundert urkundlich fassbar wird. Aufgrund dieser Legende gilt St. Georg in Ramsach vor Ort als das älteste Gotteshaus der Region und wird von Einheimischen auch „’s Ähndl“ genannt, also Ahnin der anderen Kirchen.